# Fútbol Consultants
Fútbol Consultants es una agencia deportiva estadounidense, dedicada a generar oportunidades para jugadores y entrenadores a nivel internacional. La agencia tiene oficinas en Washington, D. C., Richmond, Pensacola y San José (Costa Rica).
Futbol Consultants representa a numerosos deportistas y entrenadores profesionales. De igual forma, también ha desarrollado un enfoque novedoso con jugadores aficionados costarricenses para ponerlos en contacto con programas colegiales de fútbol en los Estados Unidos.
Los fundadores de Futbol Consultants son exjugadores costarricenses que se trasladaron a los Estados Unidos para asistir a universidades con becas de fútbol; este hecho llevó a la agencia a especializarse en crear oportunidades similares tanto para hombres como para mujeres de dicha nacionalidad.

## Organización
La empresa tiene cuatro sub divisiones:
- FC Foundation: Departamento de bien social, encargado de recibir donaciones para sus estudiantes.
- FC College: Departamento encargado de otorgar becas deportivas en universidades de los Estados Unidos.
- FC Academy: Encargada de la enseñanza futbolística de los jóvenes matriculados.
- FC Professional: Encargada de la representación de jugadores y entrenadores a nivel profesional en Centro y Norteamérica.

## División de fútbol

### Jugadores
Futbol Consultants representó en algún momento a los siguientes jugadores profesionales:
- Jairo Arrieta (ex Columbus Crew) En 2012, Arrieta se unió a la agencia, moviéndose fuera de Costa Rica por primera vez en su carrera como jugador.[4]
- Olman Vargas (ex Columbus Crew) Después de haber jugado con el Deportivo Saprissa en la Liga de Campeones de la CONCACAF, Vargas firmó con el Columbus Crew antes del inicio de la temporada de 2012.[5]
- James Scott Guevara (Carolina RailHawks) Después de una exitosa temporada 2011/2012 con Orión F.C en la Primera División costarricense, James firmó en los Estados Unidos para la temporada 2012 con los RailHawks de Carolina de la North American Soccer League.[6]
- Jake Beckford (ex Carolina RailHawks) Joven futbolista costarricense, Beckford firmó con el RialHawks en un acuerdo para prepararlo para un eventual salto a Europa, el cual finalmente no se concretó.
- Andy Reyes: Jugador de categoría juvenil perteneciente a la Asociación Deportiva Carmelita, fichado por el Club de Fútbol Pachuca de México en 2017.

### Entrenadores
Futbol Consultants también tiene una serie de clientes costarricenses que trabajan en todo el mundo como gerentes deportivos y entrenadores, entre ellos Alexandre Guimarães, director técnico de varios equipos internacionales, y Ricardo Iribarren, entrenador asistente del Columbus Crew.